# محمد علي سالم الشدادي
محمد علي سالم الشدادي برلماني يمني، عضو في مجلس النواب، عن الدورة البرلمانية 2003-2009، عن الدائرة الانتخابية رقم (117) بمحافظة أبين.
أصيب الشدادي في 10 أغسطس 2015 في محافظة أبين في اشتباكات مع الحوثيين خلال الحرب الأهلية اليمنية.